# Rezultatele echipei naționale de fotbal a României (1960-1979)
| · Rezultatele echipei naționale de fotbal a României |
| --- |
| - 2020–prezent (Meciurile 739 →) - 2000–2019 (Meciurile 529 – 738) - 1980–1999 (Meciurile 311 – 528 - 1960–1979 (Meciurile 153 – 310) - 1940–1959 (Meciurile 83 – 152) - 1922–1939 (Meciurile 1 – 82) |

Aceasta este lista rezultatelor echipei naționale de fotbal a României din anul 1960 până în anul 1979.

## 1960
| 22 mai 1960Euro 1960 | România | 0-2    | Cehoslovacia           | București, România                                                    |  |
| 17:00                |         | Raport | Masopust 8' Bubník 45' | Stadion: Stadionul 23 August Spectatori: 61.306 Arbitru: Andor Dorogi |  |

| 29 mai 1960Euro 1960 | Cehoslovacia                | 3-0    | România | Bratislava, Cehoslovacia                                         |  |
| 16:30                | Buberník 8', 16' Bubník 18' | Raport |         | Stadion: Tehelné pole Spectatori: 31.057 Arbitru: Leif Gulliksen |  |

## 1961
| 14 mai 1961Amical | Turcia | 0-1    | România    | Ankara, Turcia                                                        |  |
| 16:00             |        | Raport | Dridea 72' | Stadion: 19 Mayıs Stadı Spectatori: 25.969 Arbitru: Dimitar Rumenchev |  |

| 8 octombrie 1961Amical | România                              | 4-0    | Turcia | București, România                                                   |  |
| 16:00                  | Seredai 13', 48' Constantin 73', 74' | Raport |        | Stadion: Stadionul 23 August Spectatori: 35.000 Arbitru: Raoul Righi |  |

## 1962
| 30 septembrie 1962Amical | România                             | 4-0    | Maroc | București, România                                                   |  |
| 16:00                    | Voinea 4', 84' Ozon 13' Seredai 58' | Raport |       | Stadion: Stadionul 23 August Spectatori: 45.000 Arbitru: Živko Bajić |  |

| 14 octombrie 1962Amical | Germania de Est                      | 3-2    | România        | Dresden, Germania                                                      |  |
| 14:00                   | Wirth 6' Schröter 47' Nachtigall 65' | Raport | Petru 52', 58' | Stadion: Heinz Steyer Stadion Spectatori: 30.000 Arbitru: Martin Macko |  |

| 1 noiembrie 1962Calificări Euro 1964 | Spania                                    | 6-0    | România             | Madrid, Spania                                                              |  |
| 16:30                                | Guillot 7', 20', 70' Veloso 9' Collar 17' | Raport | Nunweiller 81' (OG) | Stadion: Estadio Santiago Bernabéu Spectatori: 51.608 Arbitru: Kevin Howley |  |

| 25 noiembrie 1962Calificări Euro 1964 | România                               | 3-1    | Spania     | București, România                                                       |  |
| 14:00                                 | Tătaru 2' Manolache 8' Constantin 61' | Raport | Veloso 66' | Stadion: Stadionul 23 August Spectatori: 72.762 Arbitru: Giorgos Pelomis |  |

| 23 decembrie 1962Amical | Maroc | 3-1    | România              | Casablanca, Maroc                                                            |  |
|                         |       | Raport | Constantin 24' (pen) | Stadion: Stade d'Honneur Spectatori: 10.000 Arbitru: Daniel Zariquiegui Izco |  |